# Veri Center
 Ikke at forveksle med Vejlby/Risskov Centret.
Veri Center er et indkøbscenter i Vejlby, Aarhus. Centeret ligger i krydset mellem Vejby Ringvej og Grenåvej og rummer 25 butikker og tre supermarkeder har ca. 2 millioner besøgende om året.

## Historie
Veri Center var Jyllands første shoppingcenter og stod færdigt i 1969. Centret har en arkitektonisk sammenhæng med det gule murstensbyggeri Børglum kollegiet, der blev opført 1967 umiddelbart vest for. Butikscenteret var oprindeligt ejet af boligforeningen Arbejdernes Andels Boligforening (AAB), som købte det i forbindelse med et boligkøb. Veriparken, som består af tre boligblokke lige nord for indkøbscenteret, er desuden opført af AAB i 1959, 1961 og 1968.
Veri Center blev moderniseret i 1998 og udvidet med 500 m2 i 2006.
Det er i dag ulovligt for boligforeninger i Danmark at investere kommercielt, så på trods af at Veri Center er populært og en god forretning, kunne AAB ikke udvide centeret og følte sig derfor nødsaget til at sælge. Køberen blev investeringsfirmaet Nordic Real Estate Partners (NREP), som for en pris på kr. 114 mill. overtog Veri Center den 13. december 2013. De nye ejere har i 2014 igangsat en udvidelse på ca. 1000 m2, samt en renovering af de oprindelige bygninger.

## Lejere
Antallet og karakteren af butikker og lejere i Veri Center har varieret gennem tiden. 
I 2016, rummer Veri Center blandt andet supermarkederne Kvickly, REMA 1000 og Netto. Her er også et apotek og et sundhedscenter.

## Galleri
- Veri Center 2019.
- Veri Center set fra Vejlby Ringvej.